# Bayerischer Toto-Pokal 2022/23
Der Bayerische Toto-Pokal 2022/23 des Bayerischen Fußball-Verbandes war die 14. Saison seit der Pokalreform 2009/10. Das Turnier wurde am 26. Juli 2022 mit 30 Partien eröffnet. Der Sieger des am 3. Juni 2023 ausgetragenen Endspiels qualifizierte sich für die 1. Hauptrunde des DFB-Pokals 2023/24. Titelverteidiger war der FV Illertissen, der sich im Finale gegen den FC Ingolstadt 04 durchsetzte.
Die sieben zweiten Mannschaften von höherklassigen Vereinen aus der Regional- und Bayernliga waren nicht teilnahmeberechtigt.

## Teilnehmende Mannschaften
Insgesamt nahmen 64 Mannschaften an der 1. Hauptrunde des Pokals teil:
- 22 Kreismeister:
  - Oberbayern: FC Gerolfing, ASV Kiefersfelden, SpVgg 1906 Haidhausen, TSV Peiting
  - Niederbayern: SpVgg Grün-Weiß Deggendorf, ASCK Simbach am Inn
  - Schwaben: SV Memmingerberg, TSV Bobingen, FC Günzburg
  - Oberpfalz: SV TuS/DJK Grafenwöhr, SpVgg Pfreimd, BSC Regensburg
  - Oberfranken: SC Reichmannsdorf, TSV Mönchröden, SG Regnitzlosau
  - Mittelfranken: SpVgg Heßdorf, SV Unterreichenbach, TuS Feuchtwangen
  - Unterfranken: DJK Hain, SV Rödelmaier, SV DJK Oberschwarzach, TSV Eisingen

- 3 Drittligisten: SpVgg Bayreuth, FC Ingolstadt 04, TSV 1860 München

- 18 Qualifikanten aus der Verbandsebene:
  - 14 Regionalligisten: Viktoria Aschaffenburg, TSV Aubstadt, TSV Buchbach, Wacker Burghausen, VfB Eichstätt, SV Heimstetten, FV Illertissen, Türkgücü München, FC Pipinsried, TSV 1896 Rain, 1. FC Schweinfurt 05, SpVgg Unterhaching, DJK Vilzing, Würzburger Kickers
  - 4 Bayernligisten: SC Eltersdorf, FC Memmingen, SV Schalding-Heining, TSV 1860 Rosenheim
- 21 Sieger der Qualifikationsrunden[1]:
  - 1 Regionalligist: SpVgg Ansbach 09
  - 14 Bayernligisten: SV Vatan Spor Aschaffenburg, TSV Schwaben Augsburg, Türkspor Augsburg, ASV Cham, ATSV Erlangen, DJK Gebenbach, 1. FC Geesdorf, TSV Großbardorf, FC Gundelfingen, TSV Landsberg, ASV Neumarkt, TSV Nördlingen
  - 6 Landesligisten: TSV Brunnthal, FC Coburg, SC Ettmannsdorf, TSV Neudrossenfeld, SV Pullach, TSV Seebach, SB Chiemgau Traunstein, TSV 1880 Wasserburg

## 1. Hauptrunde
Die Partien wurden am 26. und 27. Juli 2022 ausgetragen.
| Datum                    |                                 | Ergebnis          |                                  |
| ------------------------ | ------------------------------- | ----------------- | -------------------------------- |
| 26. Juli 2022, 18:30 Uhr | SV Rödelmaier (VII)             | 0:7               | TSV 1860 München (III)           |
| 26. Juli 2022, 18:30 Uhr | TuS Feuchtwangen (VII)          | 0:0 (5:3 i. E.)   | SpVgg Unterhaching (IV)          |
| 26. Juli 2022, 18:30 Uhr | SV TuS/DJK Grafenwöhr (VII)     | 0:12              | SpVgg Bayreuth (III)             |
| 26. Juli 2022, 18:30 Uhr | SpVgg Heßdorf (VIII)            | 0:3               | FC Ingolstadt 04 (III)           |
| 26. Juli 2022, 18:30 Uhr | DJK Hain (VII)                  | 0:2               | Würzburger Kickers (IV)          |
| 26. Juli 2022, 18:30 Uhr | TSV Bobingen (VII)              | 2:3               | Wacker Burghausen (IV)           |
| 26. Juli 2022, 18:30 Uhr | TSV Peiting (VIII)              | 0:6               | FC Memmingen (V)                 |
| 26. Juli 2022, 18:30 Uhr | SC Reichmannsdorf (VIII)        | 0:7               | 1. FC Schweinfurt 05 (IV)        |
| 26. Juli 2022, 18:30 Uhr | SpVgg Pfreimd (VI)              | 3:9               | DJK Vilzing (IV)                 |
| 26. Juli 2022, 18:30 Uhr | SV DJK Oberschwarzach (VII)     | 1:3               | 1. FC Geesdorf (V)               |
| 26. Juli 2022, 18:30 Uhr | SG Regnitzlosau (VII)           | 1:1 (4:5 i. E.)   | TSV Neudrossenfeld (VI)          |
| 26. Juli 2022, 18:30 Uhr | SV Memmingerberg (VIII)         | 0:9               | FV Illertissen (IV)              |
| 26. Juli 2022, 18:30 Uhr | ASV Kiefersfelden (IX)          | 0:5               | TSV Buchbach (IV)                |
| 26. Juli 2022, 18:30 Uhr | SV Unterreichenbach (VI)        | 3:4               | SC Eltersdorf (V)                |
| 26. Juli 2022, 18:30 Uhr | BSC Regensburg (VIII)           | 0:13              | Viktoria Aschaffenburg (IV)      |
| 26. Juli 2022, 18:30 Uhr | SpVgg Grün-Weiß Deggendorf (VI) | 0:1               | TSV Seebach (VI)                 |
| 26. Juli 2022, 18:30 Uhr | FC Günzburg (VII)               | 1:7               | TSV 1896 Rain (IV)               |
| 26. Juli 2022, 18:30 Uhr | TSV Eisingen (VII)              | 0:6               | TSV Großbardorf (V)              |
| 26. Juli 2022, 18:30 Uhr | ATSV Erlangen (V)               | 1:1 (11:10 i. E.) | SpVgg Ansbach 09 (IV)            |
| 26. Juli 2022, 18:30 Uhr | FC Coburg (VI)                  | 1w/o 1            | SV Vatan Spor Aschaffenburg (VI) |
| 26. Juli 2022, 18:30 Uhr | ASV Cham (V)                    | 3:1               | DJK Gebenbach (V)                |
| 26. Juli 2022, 18:30 Uhr | SC Ettmannsdorf (VI)            | 0:2               | ASV Neumarkt (V)                 |
| 26. Juli 2022, 18:30 Uhr | TSV Brunnthal (VI)              | 1:1 (7:8 i. E.)   | SV Heimstetten (IV)              |
| 26. Juli 2022, 18:30 Uhr | Türkspor Augsburg (V)           | 0:0 (3:1 i. E.)   | FC Pipinsried (IV)               |
| 26. Juli 2022, 18:30 Uhr | TSV 1861 Nördlingen (V)         | 5:2               | FC Gundelfingen (V)              |
| 26. Juli 2022, 18:30 Uhr | TSV Schwaben Augsburg (V)       | 0:0 (5:6 i. E.)   | TSV Landsberg (V)                |
| 26. Juli 2022, 19:00 Uhr | ASCK Simbach am Inn (VII)       | 0:4               | SV Schalding-Heining (V)         |
| 26. Juli 2022, 19:00 Uhr | SB Chiemgau Traunstein (VI)     | 2:1               | SV Pullach (VI)                  |
| 26. Juli 2022, 19:30 Uhr | SpVgg 1906 Haidhausen (VII)     | 1:7               | Türkgücü München (IV)            |
| 26. Juli 2022, 19:30 Uhr | FC Gerolfing (VIII)             | 0:7               | VfB Eichstätt (IV)               |
| 26. Juli 2022, 19:30 Uhr | TSV 1880 Wasserburg (VI)        | 2:0               | TSV 1860 Rosenheim (V)           |
| 27. Juli 2022, 18:30 Uhr | TSV Mönchröden (VI)             | 1:2               | TSV Aubstadt (IV)                |

## 2. Hauptrunde
Die Partien wurden am 16. August 2022 ausgetragen.
| Datum                      |                             | Ergebnis |                             |
| -------------------------- | --------------------------- | -------- | --------------------------- |
| 16. August 2022, 18:00 Uhr | TuS Feuchtwangen (VII)      | 0:8      | TSV 1860 München (III)      |
| 16. August 2022, 18:00 Uhr | 1. FC Geesdorf (V)          | 0:5      | 1. FC Schweinfurt 05 (IV)   |
| 16. August 2022, 18:00 Uhr | FC Coburg (VI)              | 1:2      | TSV Aubstadt (IV)           |
| 16. August 2022, 18:00 Uhr | TSV Großbardorf (V)         | 1:4      | Würzburger Kickers (IV)     |
| 16. August 2022, 18:00 Uhr | TSV Neudrossenfeld (VI)     | 0:3      | Viktoria Aschaffenburg (IV) |
| 16. August 2022, 18:00 Uhr | ASV Cham (V)                | 1:3      | DJK Vilzing (IV)            |
| 16. August 2022, 18:00 Uhr | SC Eltersdorf (V)           | 0:3      | SpVgg Bayreuth (III)        |
| 16. August 2022, 18:00 Uhr | ATSV Erlangen (V)           | 4:1      | ASV Neumarkt (V)            |
| 16. August 2022, 18:00 Uhr | TSV Seebach (VI)            | 0:3      | Türkgücü München (IV)       |
| 16. August 2022, 18:00 Uhr | TSV 1880 Wasserburg (VI)    | 0:1      | Wacker Burghausen (IV)      |
| 16. August 2022, 18:00 Uhr | SV Schalding-Heining (V)    | 4:1      | SV Heimstetten (IV)         |
| 16. August 2022, 18:00 Uhr | TSV Landsberg (V)           | 0:4      | FV Illertissen (IV)         |
| 16. August 2022, 18:00 Uhr | FC Memmingen (V)            | 1:3      | TSV 1896 Rain (IV)          |
| 16. August 2022, 18:00 Uhr | Türkspor Augsburg (V)       | 0:3      | FC Ingolstadt 04 (III)      |
| 16. August 2022, 18:00 Uhr | TSV 1861 Nördlingen (V)     | 0:1      | VfB Eichstätt (IV)          |
| 16. August 2022, 19:00 Uhr | SB Chiemgau Traunstein (VI) | 2:4      | TSV Buchbach (IV)           |

## Achtelfinale
Die Partien wurden am 6. September 2022 ausgetragen.
| Datum                        |                             | Ergebnis        |                           |
| ---------------------------- | --------------------------- | --------------- | ------------------------- |
| 6. September 2022, 17:30 Uhr | SV Schalding-Heining (V)    | 0:3             | FC Ingolstadt 04 (III)    |
| 6. September 2022, 17:30 Uhr | VfB Eichstätt (IV)          | 2:1             | TSV 1896 Rain (IV)        |
| 6. September 2022, 18:30 Uhr | ATSV Erlangen (V)           | 0:0 (6:4 i. E.) | TSV Aubstadt (IV)         |
| 6. September 2022, 18:30 Uhr | Würzburger Kickers (IV)     | 3:2             | SpVgg Bayreuth (III)      |
| 6. September 2022, 18:30 Uhr | Wacker Burghausen (IV)      | 2:3             | DJK Vilzing (IV)          |
| 6. September 2022, 18:30 Uhr | FV Illertissen (IV)         | 3:0             | TSV Buchbach (IV)         |
| 6. September 2022, 19:00 Uhr | Viktoria Aschaffenburg (IV) | 1:2             | 1. FC Schweinfurt 05 (IV) |
| 6. September 2022, 19:00 Uhr | Türkgücü München (IV)       | 1:3             | TSV 1860 München (III)    |

## Viertelfinale
Die Partien wurden am 27. September 2022 ausgetragen.
| Datum                         |                         | Ergebnis        |                           |
| ----------------------------- | ----------------------- | --------------- | ------------------------- |
| 27. September 2022, 16:30 Uhr | VfB Eichstätt (IV)      | 1:1 (5:6 i. E.) | FC Ingolstadt 04 (III)    |
| 27. September 2022, 18:30 Uhr | ATSV Erlangen (V)       | 2:2 (6:5 i. E.) | 1. FC Schweinfurt 05 (IV) |
| 27. September 2022, 18:30 Uhr | Würzburger Kickers (IV) | 0:0 (7:6 i. E.) | DJK Vilzing (IV)          |
| 27. September 2022, 18:30 Uhr | FV Illertissen (IV)     | 1:0             | TSV 1860 München (III)    |

## Halbfinale
Die Partien wurden am 28. März sowie am 12. April 2023 ausgetragen.
| Datum                     |                         | Ergebnis |                        |
| ------------------------- | ----------------------- | -------- | ---------------------- |
| 28. März 2023, 19:00 Uhr  | Würzburger Kickers (IV) | 0:2      | FV Illertissen (IV)    |
| 12. April 2023, 19:00 Uhr | ATSV Erlangen (V)       | 0:2      | FC Ingolstadt 04 (III) |

## Finale
| FV Illertissen                                           | FV Illertissen | FC Ingolstadt 04 | FC Ingolstadt 04 |
| -------------------------------------------------------- | --- | --- | ---------------- |
| FV Illertissen                                           | \| 3. Juni 2023 um 16:40 Uhr in Illertissen (Vöhlinstadion) \| \| Ergebnis: 0:0, 4:3 i. E. \| \| Zuschauer: 1.721 \| \| Schiedsrichter: Thomas Stein \| \| Spielbericht \| | \| 3. Juni 2023 um 16:40 Uhr in Illertissen (Vöhlinstadion) \| \| Ergebnis: 0:0, 4:3 i. E. \| \| Zuschauer: 1.721 \| \| Schiedsrichter: Thomas Stein \| \| Spielbericht \| | FC Ingolstadt 04 |
| FV Illertissen                                           | Felix Thiel – Elias Herzig, Marco Gölz, Alexander Kopf, Kevin Frisorger – Fabio Maiolo ( 77. Max Zeller), Nico Fundel ( 63. Kento Teranuma), Gökalp Kılıç, Marco Mannhardt ( 71. Maurice Strobel), Yannick Glessing ( 90+2. Jannik Wanner) – Hannes Pöschl Cheftrainer: Holger Bachthaler | Marius Funk – Dominik Franke, Visar Musliu, Tobias Schröck ( 46. Donald Nduka), Marcel Costly – Jalen Hawkins ( 57. Jeroen Krupa), Tim Civeja ( 87. Maximilian Neuberger), Denis Linsmayer, Tobias Bech – Patrick Schmidt, Moussa Doumbouya ( 89. David Kopacz) Cheftrainer: Michael Köllner | FC Ingolstadt 04 |
| FV Illertissen                                           | Elfmeterschießen | | FC Ingolstadt 04 |
| FV Illertissen                                           | 1:0 Kopf 2:1 Wanner 3:2 Kılıç 4:3 Frisorger | Bech 1:1 Schmidt 2:2 Musliu 3:3 Costly Krupa | FC Ingolstadt 04 |
| FV Illertissen                                           | Kopf (62.) | Musliu (79.), Bech (88.), Franke (90.+5') | FC Ingolstadt 04 |
| FV Illertissen                                           | Nduka (88.) | | FC Ingolstadt 04 |
| 3. Juni 2023 um 16:40 Uhr in Illertissen (Vöhlinstadion) | | |                  |
| Ergebnis: 0:0, 4:3 i. E.                                 | | |                  |
| Zuschauer: 1.721                                         | | |                  |
| Schiedsrichter: Thomas Stein                             | | |                  |
| Spielbericht                                             | | |                  |